# Дело «Гойгова против России»
Дело «Гойгова против России» — судебный процесс, инициированный жалобой Петимат Киримовны Гойговой против Российской Федерации, поданной ею в Европейский суд по правам человека (ЕСПЧ) 5 января 2001 года. В конце января 2000 года в Грозном заявительница нашла свою мать убитой, а через несколько дней обнаружила тело своего брата со следами пыток.

## Заявительница
Гойгова родилась в 1966 году. До 1999 года она жила в Старопромысловской районе Грозного (посёлок Новая Катаяма). После начала второй чеченской войны переехала в Ингушетию. Впоследствии переехала в Бельгию.

## Убийство
Мать и брат заявительницы оставались в Грозном. 19 января 2000 года Гойгова приехала в Грозный, чтобы проведать родных. Её не пропустили на блокпосту и она провела ночь у живущих поблизости людей. На следующий день она снова пришла на блокпост. Знакомый Гойговой, остававшийся в Грозном, сообщил, что на одном из перекрёстков в тележке лежит тело пожилой женщины. Женщина накануне была ранена шрапнелью. Трое мужчин, одним из которых был брат Гойговой Магомед, пытались вывезти её из города. Но находившиеся поблизости солдаты избили и увели мужчин и застрелили женщину.
Вместе со своим знакомым она прошла через блокпост и нашла тележку со своей матерью. Тело имело ранение шрапнелью в живот и пулевое ранение в голову. Гойгова не могла оставаться в Грозном. Оне перевезла тело в дом своего знакомого и уехала в Ингушетию. На следующий день она наняла микроавтобус и вернулась в Грозный. Гойгова забрала тело матери и похоронила её в Назрани. Никаких экспертиз и фотографий сделано не было.
Сёстры Гойговой посетили следственные изоляторы в Чернокозово и Моздоке в поисках своего брата, но эти поиски были безуспешными.
25 января с родственниками других пропавших людей, которые жили в Старопромысловском районе (Роза Акаева и Магомед Хашиев), Гойгова вновь приехала в Грозный. Ими в этот день были найдены трое погибших со следами огнестрельных и других ранений: Лидия Хашиева, Анзор Таймесханов (сестра и племянник Хашиева) и брат Акаевой Адлан. При погибших находились удостоверяющие их личности документы. В тот день Хашиев, Бокова и Гойгова должны были покинуть Грозный из-за комендантского часа. Вывезти тела погибших родственников им удалось только 28 января. Впоследствии Хашиев и Акаева подали жалобу против России в Европейский суд. 24 февраля 2005 года суд признал российскую сторону виновной в этом преступлении.
10 февраля 2000 года Магомед Хашиев с сестрой в одном из гаражей нашли три тела с многочисленными огнестрельными ранениями. Одно из них принадлежало брату Гойговой Магомеду. Хашиев сделал фотографии погибших и в тот же день вывез их в Ингушетию. Тело было осмотрено офицером милиции Назрановского ОВД в присутствии двух родственников убитого. У Магомеда Гойгова было отрезано правое ухо. На теле было не менее десяти пулевых ран в голову, конечности и туловище.

## Расследование российских властей
27 марта 2000 года в «Новой газете» была опубликована статья «Свобода или смерть?», посвящённая событиям в посёлке Новая Катаяма в январе 2000 года. 3 мая 2000 года городской прокуратурой было возбуждено уголовное дело по факту массового убийства военнослужащими 205-й бригады жителей посёлка. Республиканской прокуратурой был дан целый ряд указаний следователям для установления и допроса свидетелей, производства экспертиз, идентификации войсковых частей, служащие которых могли бы быть причастны к совершению этих преступлений, проведения эксгумации и т. д. Из предоставленных российской стороной материалов неясно, были ли произведены эти следственные действия. Некоторые указания критикуют ход расследования. Материалы дела четырежды передавались из городской прокуратуры в республиканскую и обратно. В период с мая 2000 по август 2006 года следствие приостанавливалось и возобновлялось 23 раза.

## Решение Европейского суда
18 мая 2006 года Европейский суд признал жалобу приемлемой. Суд признал доказанной вину российских военнослужащих в совершённом преступлении. Российской стороной были нарушены статьи 2 (Право на жизнь) и 13 (Право на эффективную правовую защиту) Европейской конвенции по правам человека. Решением суда российская сторона должна была выплатить заявительнице:
- 40 тысяч евро компенсации морального ущерба;
- 7299 евро компенсации судебных издержек;
- любые налоги, которыми могут облагаться эти суммы.